# Hate Campaign
Hate Campaign peti je studijski album švedskog death metal sastava Dismember. Diskografska kuća Nuclear Blast Records objavila ga je 17. siječnja 2000.

## Popis pjesama
| 1.    | »Suicidal Revelations«    | Fred Estby             | David Blomqvist                   | 2:52 |
| 2.    | »Questinable Ethics«      | Matti Kärki            | Blomqvist, Magnus Sahlgren, Estby | 2:07 |
| 3.    | »Beyond Good and Evil«    | Kärki                  | Blomqvist, Sahlgren               | 2:50 |
| 4.    | »Retaliate«               | Estby                  | Blomqvist, Estby                  | 2:47 |
| 5.    | »Enslaved to Bitterness«  | Kärki                  | Blomqvist                         | 2:46 |
| 6.    | »Mutual Animosity«        | Kärki                  | Kärki                             | 2:15 |
| 7.    | »Patrol 17«               | Kärki                  | Blomqvist, Sahlgren               | 3:45 |
| 8.    | »Thanatology«             | Kärki                  | Kärki, Estby                      | 2:35 |
| 9.    | »Bleeding Over«           | Estby                  | Estby                             | 3:07 |
| 10.   | »In Death's Cold Embrace« | Kärki                  | Blomqvist, Sahlgren, Estby        | 3:03 |
| 11.   | »Hate Campaign«           | Kärki, Sahlgren, Estby | Kärki, Blomqvist                  | 5:25 |
| 33:32 |                           |                        |                                   |      |

## Zasluge
Dismember
- Matti Kärki – vokal
- David Blomqvist – solo-gitara
- Magnus Sahlgren – ritam gitara
- Sharlee D'Angelo – bas-gitara
- Fred Estby – bubnjevi, produkcija, snimanje, miks

Ostalo osoblje
- Stefan Boman – snimanje (dodatni), mastering